# Eragrostis plurinodis
Eragrostis plurinodis är en gräsart som beskrevs av Jason Richard Swallen. Eragrostis plurinodis ingår i släktet kärleksgrässläktet, och familjen gräs. Inga underarter finns listade i Catalogue of Life.